# 保山日报
《保山日报》，是中国共产党保山市委员会机关报，在中华人民共和国云南省保山市境内公开发行。

## 沿革
1950年2月，中国共产党保山市委员会创办《怒江日报》，为不定期石印4开报，3个月后停刊。1956年，保山专区并入德宏傣族景颇族自治州，《怒江日报》得以复刊，并更名为《团结报》，用汉、傣文、景颇文、傈僳文四种文字出周刊。1969年恢复保山专区后，该报复刊，更名为《新保山报》，1972年底停刊。
1981年1月，中共保山县委创办《保山报》。1986年1月1日，《保山报》正式改为中共保山地委机关报，周二刊。1991年1月，《保山报》改为周三刊，改铅印为激光照排、胶版印刷。1997年1月1日，《保山报》改为《保山日报》，增《周末特刊》。2000年1月1日，《保山日报》由4开小报改版为对开4版大报。2007年，被评为云南省A级期刊。